# Agia Zoni II
Die Agia Zoni II war ein griechischer Tanker. Das Schiff schlug am 10. September 2017 leck, sank und verursachte eine Ölpest an der attischen Küste Griechenlands.

## Schiff
Die Agia Zoni II wurde 1972 auf der Lindenau Werft in Kiel gebaut und verfügte, wie damals bei der Indienststellung üblich, nur über eine einschalige Bordwand. Das Schiff gehört zur Flotte der Agia Zoni Shipping in Athen, deren Haupteigner der Reeder Theodoros Kountouris ist. Das Schiff fuhr unter griechischer Flagge.
Laut der Schiffs-Datenbank Equasis hatte die Klassifikationsgesellschaft DNV GL seit 2008 zehn gravierende Verstöße des Schiffes gegen Auflagen registriert. Dies veranlasste den Reeder dazu, das Schiff nicht weiter vom DNV GL klassifizieren zu lassen und es stattdessen von den Inspektoren des griechischen Schifffahrtsministerium überwachen zu lassen.

## Havarie
Am 10. September 2017 war der Tanker mit 2200 Tonnen Rohöl und 370 Tonnen Treibstoff vor Griechenland unterwegs. In der Nacht vom 10. auf den 11. September 2017 sank das Schiff vor der Insel Psyttaleia im Saronischen Golf. Koordinaten: 37° 55′ 54″ N, 23° 34′ 1″ O
Das Schiff verfügte bei seinem Untergang nicht mehr über das erforderliche Sicherheitszeugnis. An Bord waren zum Zeitpunkt des Unglücks statt der vorgeschriebenen elf Besatzungsmitglieder lediglich zwei Personen. Diese beiden, der Kapitän und der Ingenieur, wurden gerettet. Sie wurden zunächst verhaftet und später gegen Kaution wieder auf freien Fuß gesetzt.

## Natur- und Umweltschäden
Der Ölteppich des ausgelaufenen Rohöls und des Treibstoffs verseuchte zunächst die Strände der Insel Salamis. Das Leck wurde von Tauchern abgedichtet, jedoch kam wenige Tage später an den Küste von Piräus ein Ölteppich an. Um den havarierten Tanker wurden zwei Ölsperren angelegt, um das auslaufende Öl und den Treibstoff aufzufangen. Freiwillige Helfer reinigten die Strände und entfernten binnen Wochenfrist über 27 Kubikmeter Ölschlamm.
Von der Ölpest betroffen waren die Küsten der Insel Salamis, der Hafenstadt Piräus, der Küstenvororte Agios Kosmas, Alimos, Elliniko und Glyfada. Die Fischer im Saronischen Golf wurden nach dem Unglück angewiesen, die dortigen Gewässer vorläufig zu meiden. Das Gesundheitsministerium erließ ein Badeverbot in einem 20 km breiten Streifen von Piraeus bis Glyfada sowie vor Salamis, bis die Reinigung abgeschlossen war. Bis zum 14. September 2017 wurden 27 Kubikmeter Meereswasser mit Ölklumpen aus dem Meer abgeschöpft, teilte die Griechische Küstenwache mit.
Der Eigner verwies auf die Blue Star Patmos als Verursacher.

## Ermittlungen
Das Schiff verfügte zum Zeitpunkt seines Unterganges über kein Sicherheitszertifikat. Sein bestehendes Zertifikat war im Juli 2017 abgelaufen. Laut der entsprechenden EU-Richtlinie (417/2002 Artikel 4 a) hätte der Tanker überhaupt keinen griechischen Hafen mehr anlaufen dürfen. Auch das Beladen des Schiffes, im konkreten Fall von der staatlichen Hellenic Petroleum, wäre nach der EU-Vorschrift verboten gewesen. Jedoch verlängerte das griechische Marineministerium wiederholt die Betriebserlaubnis für das Schiff. Dies brachten Recherchen der griechischen Internetzeitung 902.gr an die Öffentlichkeit und widerlegten damit die Aussagen des Marineministers Panagiotis Kouroublis, wonach das Schiff alle Genehmigungen gehabt hätte. Nach dem Unglück wurde zudem bekannt, dass der Tanker bereits vor seinem Untergang einige notdürftig geflickte Lecks im Maschinenraum aufwies. Die Seefahrergewerkschaft PEMEN bezeichnete das Schiff als „extrem gefährlich“ und verwies darauf, dass das Schiff zunächst im Maschinenraum Leck schlug.

## Reaktionen
Der griechische Marineminister Panagiotis Kouroublis erklärte nach dem Untergang zunächst, dass die Agia Zoni II über die notwendigen Zulassungen verfügt habe. Die Gewerkschaften der Seeleute forderten die griechische Regierung auf, nun endlich Kontrollen der Schiffe durchzuführen. Sie wiesen auf die gefährlichen Arbeitsbedingungen für die Mitarbeiter an Bord hin sowie auf den schrottreifen Zustand vieler Schiffe. Der griechische Premierminister Alexis Tsipras kündigte eine umfassende Untersuchung aller an dem Unglück beteiligten Faktoren an und ordnete eine Überprüfung der Sicherheitszertifikate durch das Schifffahrtsministerium an.